# NSTG Eger
Die Nationalsozialistische Turngemeinde Eger war ein kurzzeitig in der Mitte des 20. Jahrhunderts existierender deutscher Fußballverein aus Eger, dem heute in Tschechien gelegenen Cheb.

## Geschichte
Eger wurde am 1. Oktober 1938, einen Tag nach der Unterzeichnung des Münchener Abkommens, von deutschen Truppen besetzt. Im folgenden Jahr wurden alle örtlichen Sportvereine zur NSTG Eger vereint, darunter Deutsche Sportbrüder Eger und Deutscher SV 1910 Eger. Der neu gegründete Verein nahm ab der Spielzeit 1939/40 an der Gauliga Sudetenland teil. In der seinerzeit höchsten Spielklasse belegte die Mannschaft im ersten Jahr nach sechs Siegen aus zehn Spielen den dritten Tabellenplatz in ihrer Staffel, nach zwei Spielen zog sich die Mannschaft in der folgenden Saison aus dem Wettbewerb zurück. Mit dem Niedergang des NS-Staats erlosch der Verein 1945.
Die NSTG Eger trat in weiß-schwarzer Spielkleidung an. Als Spielstätte wurde das Hilaria-Stadion genutzt, in dem später auch der LSV Eger in der Gauliga spielte.